# Danovis Banguero
Danovis Banguero Lerma (Villavicencio, 27 ottobre 1989) è un calciatore colombiano, difensore del Millonarios.

## Palmarès

### Club

#### Competizioni nazionali
- Copa Colombia: 1

Deportes Tolima: 2014
- Campionato colombiano: 1

Deportes Tolima: 2018-I